# Vandrarpredikant
Vandrarpredikanten är ett vanligt fenomen som existerade under hela historien fram tills bilarna tog över landsvägarna. Vi känner dem väl främst under namnet kolportörer, dvs. vandrande religiösa bokförsäljare. Annars var vandrarpredikanterna ofta munkar och profeter av alla de slag. De levde ungefär som luffarna, tog in på gårdar och sov i hölador och vilade i dikesrenen. Ingen blev förskräckt av att hitta en människa vila i dikesrenen i gamla dagar. Sånt hörde till. 
Franciskus av Assisi är väl den mest kända vandrarpredikanten i västerlandet. Han gjorde långa och många resor till fots, barfota. Tiggarmunkarna var ofta vandrarpredikanter. Jesu apostlar var vandrarpredikanter, och denna urkristna tradition levde vidare länge, bl.a. inom montanismen. Bland katarerna och valdenserna på medeltiden var de ledande bröderna ofta vandrarpredikanter.  
Det var vandrarpredikanter som spred Martin Luthers nittiofem teser över Tyskland på 1500-talet. 
Varje land har haft en stor, känd kristen vandrarpredikant. Sverige har "vandrarprästen" David Petander, Norge har Hans Nielsen Hauge, Finland har Paavo Ruotsalainen, England har George Fox, Amerika har Francis Schlatter osv.
Men när bilarna tog över, hände något märkligt. De forna vandrarpredikanterna började alla köra bil. De dog ut som samhällsfenomen. Den siste kände kristne vandrarpredikanten, John Börjesson, dog på 1930-talet, och omskrevs i en biografi av Kristian Nielsén. En mindre känd kristen luffare i nutiden är "munken" Lars Larsen. 
Mildred Lisette Norman, Peace Pilgrim, var den sista kända icke-kristna vandrarpredikanten i väst, och verkade från 1953 till 1981, då hon dog. Hon har uppmärksammats i New Age-kretsar. 
Men i tredje världen har den vandrande helige dårens tradition fortsatt att blomstra. I Indien fanns en känd kristen vandrarpredikant i offentligheten så sent som 1929, nämligen Sadhu Sundar Singh. 